# Ron Jarzombek
Ron Jarzombek (ur. 14 grudnia 1964 w San Antonio) – amerykański gitarzysta. Współpracował z takimi grupami muzycznymi jak Gordian Knot, Odious Mortem, Watchtower czy. S.A. Slayer. W latach 1991–1994 w wyniku problemów zdrowotnych przeszedł szereg operacji dłoni. Wkrótce potem rozpoczął ponownie grę na gitarze.
Jego brat Bobby Jarzombek jest perkusistą. Współpracował z nim m.in. w grupie Spastic Ink z którą nagrał dwa albumy studyjne Ink Complete (1997) oraz Ink Compatible (2004).

## Dyskografia
| - S.A. Slayer – Go For The Throat (1984) - Watchtower – Control And Resistance (1989) - Spastic Ink – Ink Complete (1997) - Gordian Knot – Gordian Knot (1998) - Watchtower – Demonstrations in Chaos (2002) - Ron Jarzombek – Solitarily Speaking Of Theoretical Confinement (2002) - Spastic Ink – Ink Compatible (2004) - Bobby Jarzombek – Performance & Technique (2005, DVD) - Loch Vostok – Destruction Time Again! (2006, gościnnie) |  | - Odious Mortem – Cryptic Implosion (2007, gościnnie) - Marty Friedman – Exhibit B – Live In Japan (2007, DVD) - Blotted Science – The Machinations of Dementia (2007) - Jeff Loomis – Zero Order Phase (2008, gościnnie) - Marty Friedman – Exhibit A – Live in Europe (2008) - Obscura – Cosmogenesis (2009, gościnnie) - Ron Jarzombek – PHHHP! Plus (2009) - Ray Riendeau – Atmospheres (2010, gościnnie) - Hannes Grossmann – The Radial Covenant (2014, gościnnie) |